# Griekse Burgeroorlog
De Griekse Burgeroorlog (Grieks: Ελληνικός εμφύλιος πόλεμος, Ellinikos emfylios polemos) was een gewapend conflict van 1946 tot 1949 tussen Griekse communistische guerrilleros enerzijds en de door het Verenigd Koninkrijk en de Verenigde Staten gesteunde Griekse regering anderzijds. De oorlog kostte zo'n 160.000 mensen het leven.
Tijdens de Tweede Wereldoorlog was Griekenland bezet door de Duitsers. Het ondergrondse verzet leverde felle gevechten in de talrijke bergen van het bezette land. De eerste fase van de burgeroorlog vond al tijdens de bezetting plaats, toen communistische en niet-communistische groeperingen elkaar rond 1942 begonnen te bestrijden.
Na het einde van de Tweede Wereldoorlog trachtten de communisten een gewapende revolutie op gang te brengen. Dat mislukte, wat resulteerde in een slepende burgeroorlog, die tot 1949 duurde.

## De bezetting
Tijdens de Duits-Bulgaars-Italiaanse bezetting leed Griekenland zware ontberingen. De opdeling in bezettingszones veroorzaakte voedseltekorten en hongersnood, terwijl de Bulgaren in hun bezettingszone hard optraden tegen iedere uiting van Griekse cultuur. 
Op 2 november 1940 riep de communist Nikos Zachariadis op tot verzet tegen de Italiaanse invasie. Op 7 december 1940 werd echter een manifest uitgegeven door het Centrale Comité van de Griekse Communistische Partij dat afstand nam van de verzetsoproep. Het manifest volgde het officiële Komintern-beleid dat was gebaseerd op het Molotov-Ribbentroppact tussen de Sovjet-Unie en nazi-Duitsland, wat inhield dat de communisten geen aanvallen mochten uitvoeren op de Italianen en Duitsers. In het manifest werd opgeroepen tot revolutionair defaitisme, wat inhield dat de partij wenste dat de Griekse staat zou verliezen. Na het begin van Operatie Barbarossa beval het partijbestuur op 22 juni 1941 het tegenovergestelde en riep op tot de “strijd voor de verdediging van de Sovjet-Unie en de verwerping van het buitenlandse fascistische juk.” Op 27 september werd de EAM door de communisten opgericht. Dit vormde de politieke basis voor het Volksleger voor Nationale Bevrijding (ELAS) dat in februari 1942 werd opgericht. In mei 1942 vond de eerste militaire actie van ELAS plaats.
Verschillende verzetsgroeperingen ontstonden waarvan de communistische EAM een van de belangrijkste was. EDES en EKKA vormden de belangrijkste concurrenten uit liberale hoek. EDES (Nationale Griekse Democratische Unie) was opgericht door republikeinen in september 1941 en EKKA (Nationale Sociale Bevrijdingsbeweging) ontstond in oktober 1942. Qua professionaliteit en omvang groeide de EAM/ELAS tot veruit de grootste verzetsbeweging. Men streefde naar een monopolie binnen het verzet en aarzelde niet om concurrenten als EDES, EKKA en de Macedonische verzetsbewegingen aan te vallen en te brandmerken als collaborateurs. Pas in februari 1944 sloten ELAS en EDES een wapenstilstand onder Britse pressie. Eind 1942 splitste een communistische groep van de ELAS af, maar zij werden vermoord door ELAS. Onder Brits toezicht werd een samenwerkingsverband gesloten tussen ELAS (18.000 man), EDES (5.000 man) en EKKA (1.000 manschappen).
De KKE en ELAS steunden Jozef Stalin tegen Leon Trotski en vermoordden daarom trotskisten. Aan het centrale comité van de communistische partij werd door Vasilis Bartziotas gerapporteerd dat ongeveer 600 trotskisten waren geëxecuteerd, hoewel het mogelijk is dat er ook andere socialisten onder de doden te betreuren waren.
ELAS profiteerde in september 1943 van de Italiaanse overgave door de door Italië bezette gebieden tijdig binnen te trekken en wapens te stelen. Tegen 1944 was de overmacht van ELAS zowel kwalitatief als kwantitatief overweldigend.
De communisten vielen de EDES aan toen Duitsland ook een offensief begon tegen de EDES. ELAS hoopte door de vernietiging van EDES om de invloed van de Britten te verminderen. De geallieerden namen het initiatief om de strijd tussen ELAS en EDES te stoppen, wat lukte in februari 1944. Een aantal weken na het verdrag viel ELAS de troepen van EKKA aan, waarbij de EKKA-leider Psarros werd gevangengenomen en onthoofd. De strijd van ELAS tegen de andere bewegingen eindigden pas toen de ELAS samen begon te werken met de regering in ballingschap in Caïro. In september 1944 werden zes communisten lid van de regering. Toen op 2 september de Duitsers wegtrokken uit Griekenland, stuurde de ELAS diens troepen om de Peloponnesos te veroveren. In iedere veroverde stad en dorp werden burgers gestraft. In Meligala werden 1.400 mannen, vrouwen en kinderen vermoord naast 50 collaborateurs.

## Strijd om Athene
In september 1944 trokken de Duitsers zich terug uit de gehele Balkan. De Griekse regering in ballingschap, onder leiding van premier Giorgos Papandreou, keerde terug uit Italië na een jarenlang verblijf in Egypte om tot de ontdekking te komen dat ze nog over weinig aanhang onder de bevolking beschikte. Koning George II van Griekenland bleef op verzoek van Papandreou in Caïro; Britse landingen volgden, in eerste instantie met de bedoeling de zwakke regering van Papandreou te steunen. Dit deden in eerste instantie ook de tot de regering toegetreden communistische leiders. Dit berustte op een afspraak met de Sovjetleider Jozef Stalin, die zijn akkoord met de geallieerden wenste na te komen dat Griekenland tot Westerse invloedssfeer zou behoren. Als sterkste groepering die aan de Duitsers verzet hadden geboden, besloten de communisten echter al snel de nieuwe regering, waarvan de Britse luitenant-generaal Scobie deel uitmaakte, omver te werpen. Dit besluit werd versterkt doordat op 3 december 1944 een massale, door de communistische EAM georganiseerde anti-regeringsbetoging met geweld werd uiteengeslagen door het leger, waarbij Britse soldaten en officieren op de achtergrond aanwezig waren en 28 doden vielen; de demonstratie was een uitvloeisel van het ontwapeningsbevel van Papandreou. Toen dit bevel op 1 december 1944 werd uitgevaardigd, stapten de zes communistische ministers uit de regering van nationale eenheid. Na de gewelddadigheden van 3 december, waarbij ook Britse tanks en soldaten een rol hadden gespeeld, begon de EAM de gewapende strijd in Athene. Op 4 december trok de ELAS Athene binnen, waar ze in gevecht kwamen met regeringstroepen. De volgende dag was bijna de gehele hoofdstad veroverd door de 20.000 troepen van ELAS. Op 18 december begon ELAS een aanval op EDES in Epirus. Het offensief werd afgeslagen door de EDES en vredesbesprekingen begonnen. De ELAS-leider Ares Velouchiotes was tegen vrede en ging met honderd man naar Albanië.
Athene werd bezet, op het regeringscentrum na, en het Britse expeditieleger werd omsingeld. De communistische ELAS rukte op vanuit het omliggende gebied, gevolgd door de OPLA, de communistische geheime politie, die Groot-Athene afspeurde naar "klassenverraders", "imperialisten" en "fascisten". Door hun militaire overmacht lag half december 1944 de macht voor de communisten voor het grijpen. Op dat moment begingen zij echter een cruciale blunder: de belegering van de Britse expeditietroepen te Thessaloniki werd opgegeven om de royalistische troepen van generaal Zervas in Epirus te bestrijden. Het Engelse expeditieleger scheepte in, voer naar Piraeus, ontscheepte daar, en kwam de Griekse regering te hulp. Felle straatgevechten in Athene tussen Britse troepen en communistische Griekse strijders waren het gevolg.
De Britten werden in het nauw gedreven en stonden voor een grote overmacht; nu een communistische gewapende revolutie dreigde te slagen, stuurde De Britse generaal Alexander nieuwe legereenheden vanuit Italië, hoe moeilijk die daar ook gemist konden worden. Deze Britse troepen gaven de doorslag: de ELAS en de EAM konden zich hierna nog drie weken in Athene handhaven, maar werden geleidelijk daar en ook uit het omliggende Attika verdreven. De Engelse premier Churchill, die in geval van een communistische overwinning in Griekenland vreesde dat het gehele oostelijke Middellandse Zeegebied in Europa door Stalin zou worden ingepalmd, vloog op kerstavond 1944 persoonlijk naar Athene om tot onderhandelingen te komen, waarmee een nieuwe voorlopige regering zou kunnen worden geïnstalleerd. Hieruit resulteerde een nieuwe voorlopige Griekse regering onder generaal Plastiras, een rechtse republikein, met aartsbisschop Damaskinos als tijdelijke regent. Koning George II stemde ermee in alleen naar Griekenland te zullen terugkeren als de Grieken dit door een vrije en eerlijke uitspraak van het volk zouden wensen.
Op 9 februari 1945 werd een voorlopig akkoord gesloten: Attica en de Peloponnesos bleven onder regeringsbewind staan, de communisten behielden het noorden. De communisten hadden veel krediet verspeeld: ze waren verslagen op het belangrijkste deel van het Griekse vasteland, en door de terreur van de OPLA waren veel Grieken van hen vervreemd. De regeringstroepen werden echter geleid door rechtse militairen, en aangevuld met paramilitaire groeperingen, die een "witte terreur" ontketenden. De communisten maakten zich nu op voor een tweede ronde, en een tweede poging de macht te veroveren.

## De Griekse Burgeroorlog
Toen in februari 1946 bleek dat de communisten niet de verkiezingen zouden winnen, riep de KKE haar kiezers op om niet naar de stembus te gaan. Een precieze begindatum van de Griekse Burgeroorlog valt moeilijk te geven, omdat in de loop van 1946 herhaaldelijk aanvallen van communisten op instellingen van de staat plaatsvonden, zoals politiebureaus, kazernes en andere militaire gebouwen, bruggen en spoorwegen. De eerste goed georganiseerde aanval op een politiepost was die van Litochoro in Pieria eind maart 1946. Omdat deze aanslag plaatsvond kort voor de algemene parlementsverkiezingen van 31 maart 1946, die door de communisten werden geboycot, wordt dit vrij algemeen als het begin van de burgeroorlog beschouwd. De communistische partij KKE voerde tezelfdertijd echter nog onderhandelingen met de voornamelijk uit conservatieven bestaande Griekse regering. Deze onderhandelingen liepen voornamelijk stuk omdat de militaire vleugel van de communisten te weinig successen boekte om in die onderhandelingen een vuist te kunnen maken.
De Griekse communisten mochten basissen opzetten in Albanië, Bulgarije en Joegoslavië. De KKE verving de ELAS op 28 oktober 1946 met het Democratische Leger (AD). De AD viel politiebureaus aan en vermoordde lokale leiders. In de eerste maanden van 1947 werden verschillende dorpen aangevallen door de communisten, waarbij honderden boeren werden vermoord. In een dorp in Macedonië werden 48 huizen in brand gestoken en twaalf mannen, zes vrouwen en twee zuigelingen kwamen om het leven. Door de gevechten waren er in maart 1947 ongeveer 400.000 vluchtelingen. De KKE kreeg steun van 10.000 soldaten uit Joegoslavië. De gevechten van de communistische troepen duurden tot augustus 1947.
De Britten waren ondertussen in andere problemen verwikkeld geraakt en kampten nog met de nasleep van de Tweede Wereldoorlog. Zij trokken zich terug, maar de Verenigde Staten verleenden extra steun, om Russische expansie in de Balkan te voorkomen. Er heerste echter geen rust in het land, vooral niet in de noordelijke bergstreken die door de communisten, in het bijzonder door de DSE, werden beheerst.
Later, in 1946 en 1947, kwam de DSE tot een veel effectievere strijd tegen de Griekse regering. In het hele land maar vooral in Noordwest-Macedonië, Epirus, en centraal- en Midden-Griekenland werden politieposten, legerbases, infrastructuur en ook politieke tegenstanders aangevallen en, naar de maatstaven van een guerrillaoorlog, op effectieve wijze bestreden.
Hierdoor wist de DSE in de bovengenoemde landsdelen grote gebieden onder controle te krijgen, zonder evenwel één enkele grotere stad te veroveren. Daarbij werd het de DSE door zowel Joegoslavië als Albanië toegestaan, zich over hun grenzen terug te trekken en trainingskampen te organiseren. Via Joegoslavië en Bulgarije kregen ze bovendien logistieke steun, bevoorrading en wapens. Wegens de slechte economische, sociale en politieke situatie, kregen de communisten nu steeds meer aanhang.
In 1947 woedde de burgeroorlog op zijn hevigst. De regeringsgetrouwe troepen werden aangevoerd door generaal Pápagos. De goed bewapende communisten, geleid door de stalinistische generaal Markos hielden strooptochten door het land. De communisten brachten duizenden kinderen uit door hen gecontroleerde gebieden naar Albanië, Bulgarije en Joegoslavië, de pedomasoma. Het Rode Kruis registreerde 28.296 kinderen die onder deze maatregel door hun ouders waren afgestaan of van hun ouders waren afgenomen. Op 17 november 1948 nam de Verenigde Naties een resolutie aan waar de 'ontvoering' van de Griekse kinderen werd veroordeeld. Verschillende weggebrachte kinderen stierven aan ziektes of honger; 1300 van hen kwamen in de Sovjet-bezettingszone in Duitsland, de latere DDR terecht. Van deze kinderen wist een aantal later te vluchten naar de Bondsrepubliek en West-Berlijn. Van 1950 tot 1952 kregen 684 kinderen toestemming om terug te keren naar Griekenland.
In 1948 verliep de strijd steeds meer in het nadeel van de communisten, vooral door leveringen van Amerikaanse wapens aan de regeringstroepen. Onenigheid onder de communisten en gebrek aan wapens deden de rest. Stalin had in een gesprek met de Joegoslaaf Kardelj al gezegd de communisten niet te willen steunen. Hij had immers volgens de afspraak met het Westen Griekenland aan de Britten en Amerikanen gelaten en had niet de behoefte hen onnodig te provoceren. Joegoslavië hield op te leveren na de breuk van Tito met Moskou. Eind 1948 en begin 1949 stortte het communistische front in, dankzij het werk en het prestige van Papagos met zijn "Griekse volksbeweging". Op de berg Grammos bij de Albanese grens verdedigden 13.000 communistische strijders hun laatste bolwerk. De regeringstroepen dreven hen met napalm van de berg, waarna de overlevenden uitweken naar Rusland en Oost-Europa.
In de loop van 1949 eindigde de oorlog. Tienduizenden (vermeende) sympathisanten van de communisten werden verbannen, gemarteld of opgesloten in "heropvoedingskampen". De vakbonden werden ontmanteld.